# Felimare villafranca
Felimare villafranca es una especie de babosa de mar colorida o nudibranquia, un molusco marino gastrópodo de la familia Chromodorididae.

## Distribución
Este nudibrancquio se encuentra en las costas del océano Atlántico oriental y el mar Mediterráneo desde Francia y desde el Cantábrico hasta Marruecos así como en las islas de Cabo Verde, las Canarias y las Azores.

## Descripción
Esta especie es predominantemente de color azul oscuro con un patrón de líneas amarillas longitudinales. Las líneas amarillas se ramifican y curvan, formando a veces una red en el centro del dorso. En el borde del manto hay una línea amarilla doble con una serie de manchas alargadas de color azul brillante o bien una línea azul rota entre las manchas y el siguiente conjunto de líneas que cubren el dorso. Puede que haya también una serie de manchas blancas dentro de las marcas azules. El rinóforo es azul traslúcido con pigmento blanco opaco en la base y una línea en el dorso, mientras que las puntas son azules. Las branquias también son de color azul traslúcido con un línea central de color blanco opaco en las caras interiores y exteriores. El cuerpo llega a alcanzar una longitud de 40 mm.

## Galería de imágenes

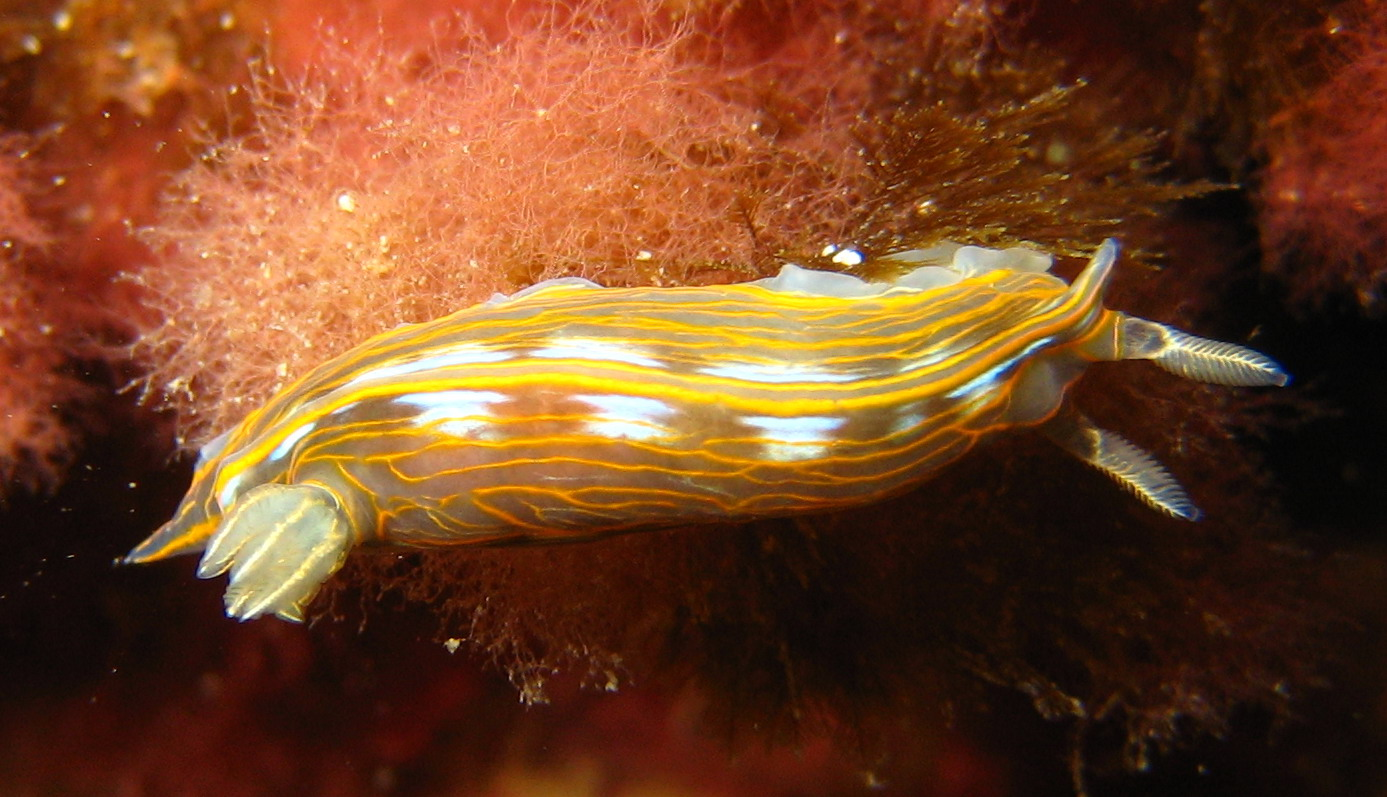
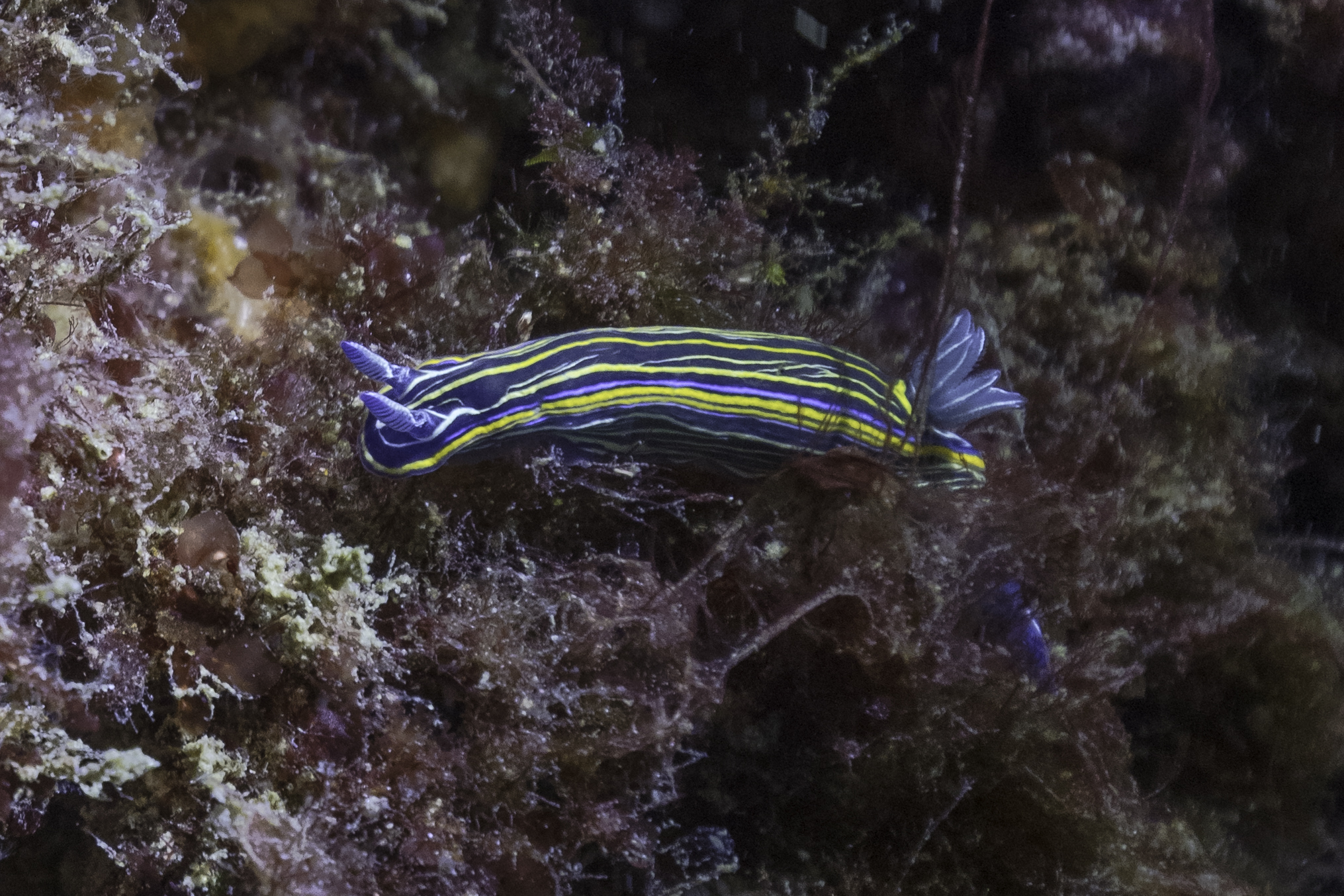
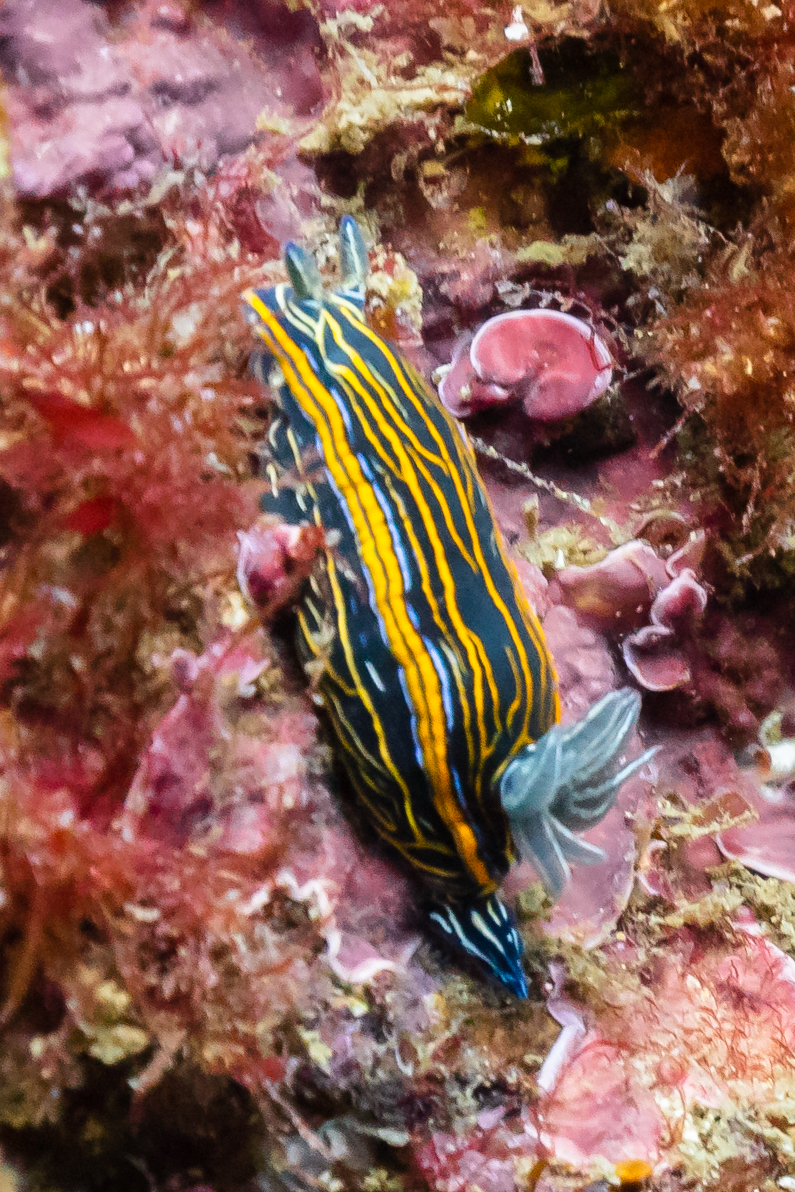
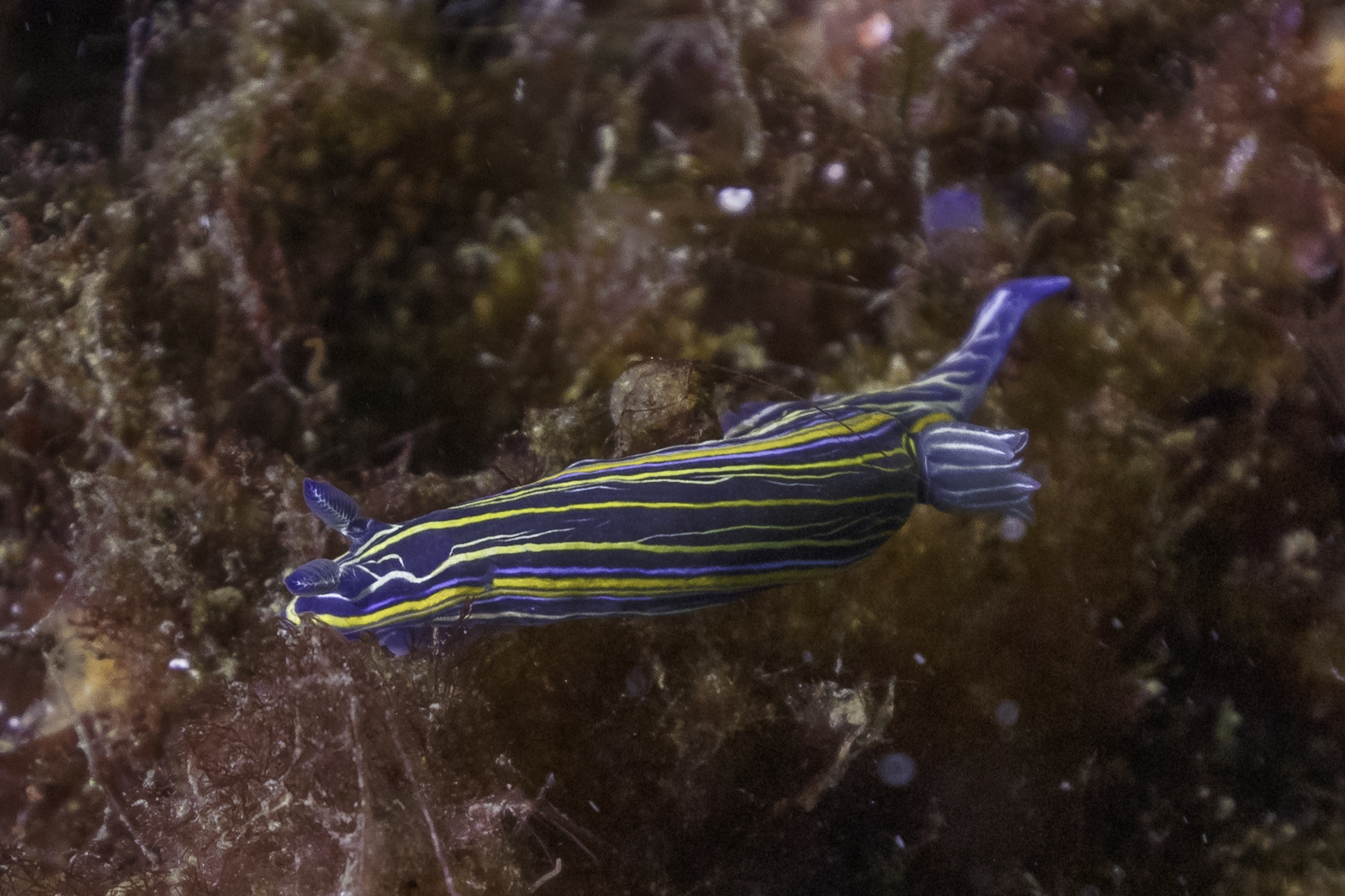
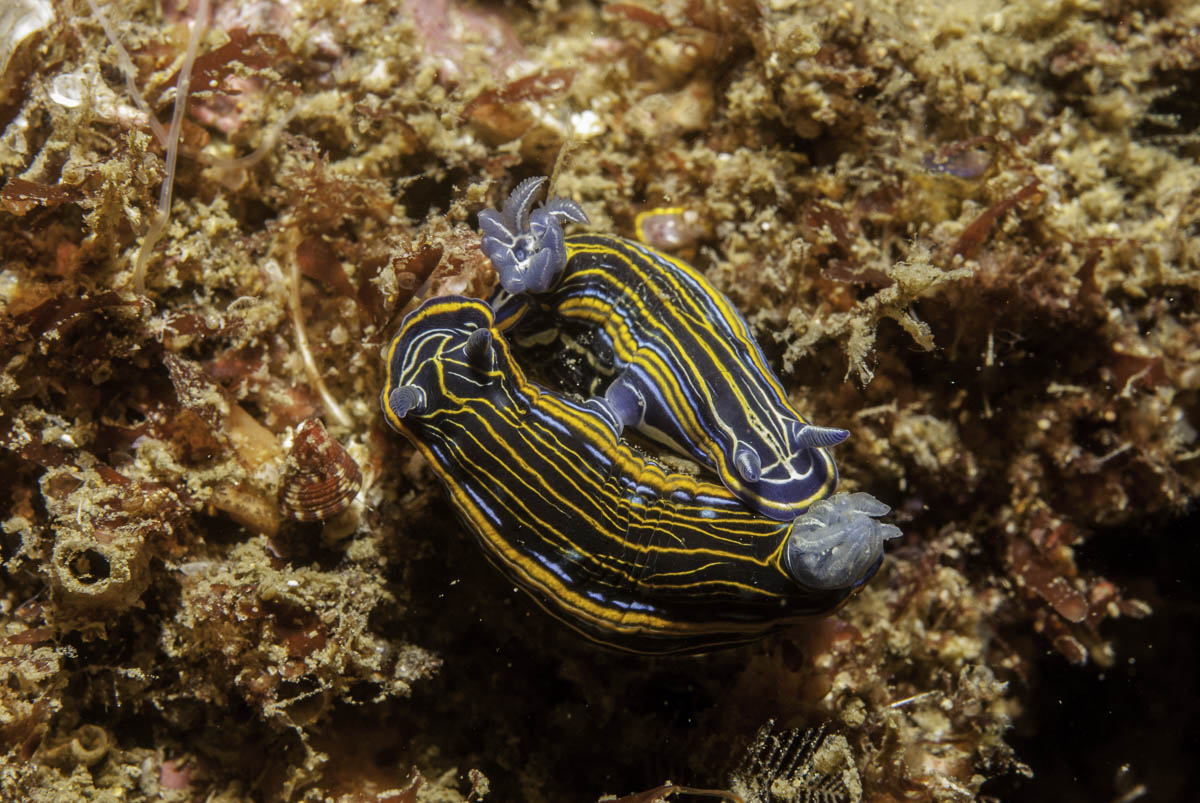